# Піттсфілд (Вісконсин)
Піттсфілд (англ. Pittsfield) — місто (англ. town) в США, в окрузі Браун штату Вісконсин. Населення — 2791 особа (2020).

## Демографія
Згідно з переписом 2010 року, у місті мешкало 2608 осіб у 954 домогосподарствах у складі 797 родин. Було 978 помешкань
Расовий склад населення:
| - 97,3 % — білих - 0,8 % — азіатів - 0,6 % — корінних американців - 0,4 % — чорних або афроамериканців |

До двох чи більше рас належало 0,7 %. Частка іспаномовних становила 0,7 % від усіх жителів.
За віковим діапазоном населення розподілялося таким чином: 24,8 % — особи молодші 18 років, 63,7 % — особи у віці 18—64 років, 11,5 % — особи у віці 65 років та старші. Медіана віку мешканця становила 44,3 року. На 100 осіб жіночої статі у місті припадало 108,1 чоловіків;  на 100 жінок у віці від 18 років та старших — 104,8 чоловіків також старших 18 років.
Середній дохід на одне домашнє господарство  становив 86 770 доларів США (медіана — 78 090), а середній дохід на одну сім'ю — 95 088 доларів (медіана — 86 932). Медіана доходів становила 58 000 доларів для чоловіків та 38 750 доларів для жінок. За межею бідності перебувало 3,2 % осіб, у тому числі 0,0 % дітей у віці до 18 років та 7,0 % осіб у віці 65 років та старших.
Цивільне працевлаштоване населення становило 1484 особи. Основні галузі зайнятості: виробництво — 20,7 %, освіта, охорона здоров'я та соціальна допомога — 19,7 %, роздрібна торгівля — 11,1 %, транспорт — 8,5 %.